# Inland (альбом Марка Темплтона)
Inland — второй студийный альбом канадского электронного музыканта Марка Темплтона, вышедший 11 мая 2009 года с помощью лейбла электронной музыки Anticipate Recordings, расположенном в Нью-Йорке. Inland стал вторым полноформатным сольным альбомом Марка Темплтона после Standing on a Hummingbird. Альбом получил положительные отзывы музыкальных критиков и интернет-изданий.

## История
В музыкальном плане, подход Темплтона «косвенно уходит корнями как в народные песни, так и в музыку саундтреков к фильмам: в его многослойных акустических и электрических гитарах, в его небрежно набросанных мелодиях банджо часто ощущается атмосфера широкого открытого пространства, одинокого костра. Но эти скромные начинания приводят к сложным звуковым манипуляциям: пещерные ревербераторы, пульсирующие эхо и регенерации, фузз и дисторшн, электроника с ломаным звучанием, жесткие прыгающие монтажи. Внутри этих транзитивных событий иногда слышны другие звуки: статические помехи и шипение, аккордеоны, гонги и ударные глубокого тона. Все это, кажется, происходит органично, в рамках треков, сохраняющих относительно небольшую продолжительность и, так или иначе, знакомую повествовательную дугу структуры фолк- или поп-песен».

## Отзывы
| Оценки критиков | Оценки критиков |
| Источник        | Оценка          |
| --------------- | --------------- |
| Allmusic        | link            |
| Boomkat         | link            |
| Dusted Magazine | [ 1 ]           |
| Exclaim!        | [ 2 ]           |
| Forest Gospel   | link            |
| Foxy Digitalis  | link            |
| Mapsadaisical   | link            |

Альбом получил положительные отзывы музыкальных критиков и интернет-изданий.
Кевин Макнейл Браун из Dustedmagazine отметил, что «Притягательность Inland начинается сразу же, как только мелодия электрогитары с реверберацией перетекает в каскадные задержки, создавая гипнотический пульс и текстурированные звуковые просторы. С этого момента этот альбом канадского экспериментатора Марка Темплтона продолжает документировать замкнутое, но привлекательное путешествие, а практические методы композитора, похожие на коллажи, создают загадочные смены настроения и множество текстурных сюрпризов».
По мнению Эрика Хилла из Exclaim! «В альбоме Inland Темплтон в основном использует гитары, изредка перкуссию, чтобы создать столь же обширную, но более непосредственную музыкальную работу. Треки развиваются из простых фигур или дронов, которые подвергаются цифровым манипуляциям, или мелодических фрагментов, которые рекомбинируются, чтобы сформировать мечтательные приближения к песням».

## Список композиций
1. «At Your Feet» — 3:52
2. «Oak» — 4:12
3. «Their Light Reflected» — 4:06
4. «Please Take Me» — 4:13
5. «Sleep In Front Of» — 5:16
6. «West Of Fabric pt. 1» — 4:36
7. «West Of Fabric pt. 2» — 1:15
8. «Under» — 3:51
9. «Even You Can Tell» — 2:46
10. «Seam» — 5:32
11. «Beginnings» — 3:05